# Oulujärvi
Oulujärvi (šve. Ule träsk) peto je po veličini jezero Finske, iz kog istječe rijeka Oulujoki u Botnički zaljev.

## Karakteristike
Jezero Oulujärvi leži u sredini sjeverne Finske u regiji Kainuu, kraju prepunom jezerima.
Površina jezera je 897 km², a samo jezero je relativno plitko, prosječna mu je dubina 7,6 metara, a najveća 35 metara. Dužina je oko 60 km u smjeru istok - zapad, a širin 40 km.
Fizički je podjeljeno na tri dijela (rukavca) koji se zovu Niskanselkä (zapad), Ärjänselkä (središnji dio) i Paltaselkä (istok).
Ukupna dužina njegove obale iznosi 920 km. Vode mu donose rijeke Kajaaninjoki i Kiehimänjoki, i 6 manjih vodotoka. Obale jezera su pogodne za kupače, jer su ravne i pjeskovite, a voda čista. Na jezeru se nalazi čak 665 otoka, od kojih je najveći Manamansalo (7507 ha) i peti je po veličini finski jezerski otok. Slijedi otok Käkisaari (2035 ha), Kuostonsaari (377 ha), Ärjänsaari (263 ha) i Teva (141 ha).
Razina vode u jezeru danas je regulirana hidroelektranom Jylhämän, izgrađenom na mjestu gdje istječe Oulujoki.
Najveći gradovi na njegovim jesu Vaala, na sjeveroistoku, Paltamo na istoku i Kajaani na jugoistoku.

## Geologija
Jezero Oulujärvi počejo se formirati prije 10 500 godina kao posljedica otapanja ogromnog ledenjaka. Svoj današnji oblik (okvirno) dobio je prije 9 500 godina kad se zbog uzdizanja Zemljine kore odvojilo od Jezera Ancylus (Baltik). Danas je jezero dvostruko dulje jer se uzdizanje kore nastavilo.

## Vanjske poveznice
- The Lake Oulujärvi na portalu Rokua Geopark  Arhivirana inačica izvorne stranice od 13. veljače 2016. (Wayback Machine) (engl.)